# Ines De Frate
Ines Biliotti, coneguda artísticament amb el seu cognom de casada, Ines De Frate, (Alexandria, Egipte, 1854 o 1864 - Milà, Itàlia, 24 de juliol de 1924) fou una soprano operística italiana.

## Biografia
El seu nom real era Ines Biliotti i la seva família provenia de Liorna, Itàlia.
Va participar en la temporada 1887-1888 del Gran Teatre del Liceu de Barcelona amb el nom d'Ines Biliotti, cantant Lucia di Lammermoor de Gaetano Donizetti. Aquesta mateixa òpera l'havia cantat a Liorna el desembre de 1886. La va cantar també l'any 1890 al teatre Vittorio Emmanuele de Torí, encara sota el nom d'Ines Biliotti. Va canviar el cognom després de casar-se amb Francesco De Frate.
EL gener de 1892 va interpretar La favorita de Gaetano Donizetti al Teatre Cívic de Vercelli, encara amb el cognom Biliotti. Probablement va començar a fer servir el nom d'Ines De Frate el 1892 a La traviata de Giuseppe Verdi al teatre d'òpera de Piacenza. Aquell any va néixer a la Valletta, illa de Malta, la seva filla Isabella de Frate (1892-1918?), que va tenir també una exitosa però curta carrera com a cantant d'òpera, morint molt jove. El maig de 1893 va participar en l'òpera Per l'amore! d'Ettore Perosio al teatre Politeama de Gènova. El 1895 va cantar al Teatre Politeama de Buenos Aires i La traviata al teatre Vittorio Emmanuele de Torí i va cantar a La Scala de Milà com a Leila a I pescatori di perle de Georges Bizet. El 1896 De Frate va actuar al teatre Carlo Felice de Gènova com a Maria a Guglielmo Ratcliff de Pietro Mascagni. El 1898 al Teatre Adriano de Roma. Va aparèixer diverses vegades al Teatro Argentina de Roma. La temporada 1898-99 va tornar a aparèixer a La Scala a Norma de Vincenzo Bellini sota la direcció d'Arturo Toscanini. La mateixa temporada va cantar al Gran Teatre del Liceu de Barcelona, intervenint en les òperes Rigoletto de Verdi, Norma i Ugonotti de Giacomo Meyerbeer. Es va donar la circumstància de que va haver de cantar el dia 4 de desembre de 1898 el paper de Gilda de Rigoletto, per malaltia de la soprano Emilia Corsi, el mateix dia que ella havia cantat, en la sessió anterior, Ugonotti.
El 1900 va participar en l'estrena veneciana, al teatre La Fenice, de l'òpera Violante de Ludovico Alberti, estrenada l'any anterior a Torí. El 1901 va aparèixer al teatre La Fenice de Venècia a La Gioconda d'Amilcare Ponchielli, el 1902 va cantar a Berlín la part de la soprano solista de l'Stabat Mater de Gioachino Rossini. Després es va traslladar a Amèrica del Nord, on va aparèixer convidada amb altres famosos cantants d'òpera italians al teatre Tívoli de San Francisco, interpretant Lucrezia Borgia, Aida i Norma amb gran èxit. A més va oferir un seguit de concerts sota la direcció de Pietro Mascagni. El 1904 va cantar a Alexandria les òperes Norma, La Gioconda, Ernani i Un ballo in mascchera, aquestes dues amb música de Verdi. El 1905 va participar en la temporada d'òpera de Buenos Aires, cantant Norma al teatre Marconi. El 1906 va formar part de la companyia d'Artur Baratta que fa oferir òperes a Palma i el 1907 a Reggio de l'Emilia a Norma.
L'any 1909 va viatjar a Guatemala amb la seva filla Isabella, llavors una jove cantant de 17 anys, amb la companyia d'òpera de Leopoldo Lambardi a la qual hi era també la mezzosoprano catalana Dolors Frau, que viatjava acompanyada dels seus pares, Llorenç Frau i Marta Julià. El 1910 va participar en La sonnambula de Vincenzo Bellini, al teatre Carignano de Torí.
Durant l'última part de la seva vida va viure a la Casa di Riposo Giuseppe Verdi de Milà.